# Leonhard Kern

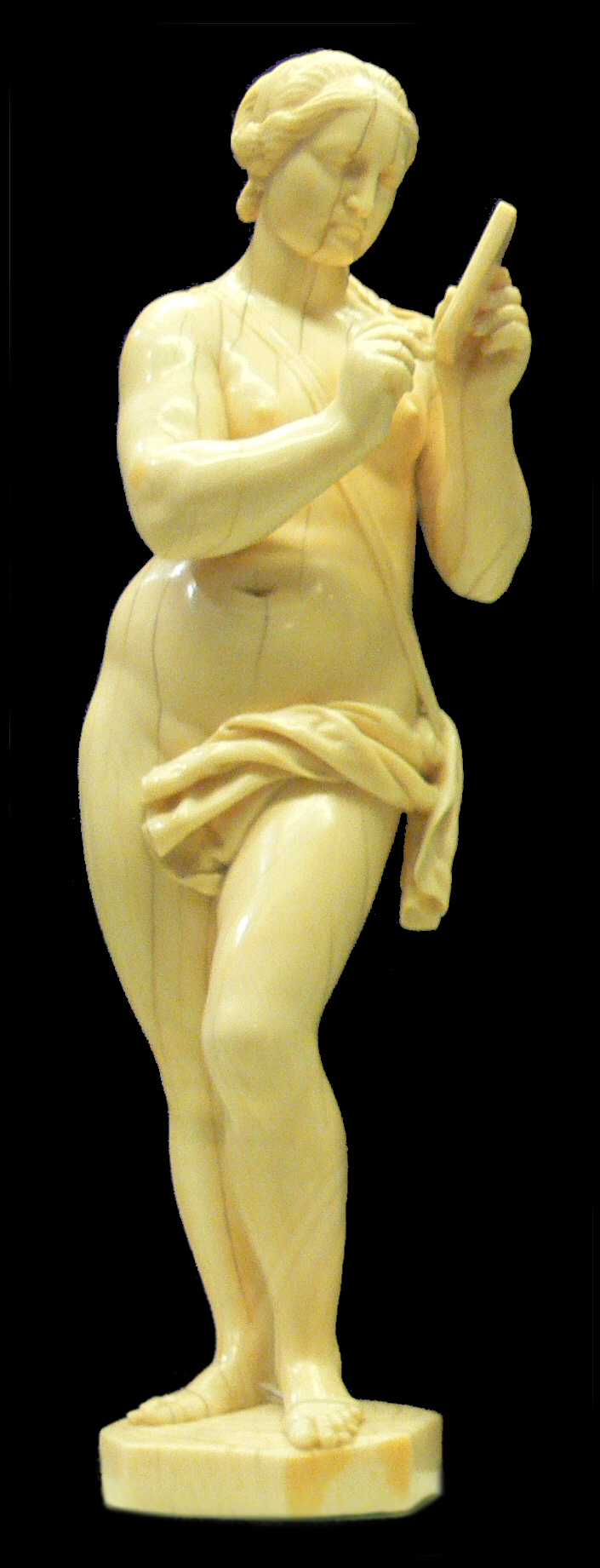
Leonhard Kern: Die Muse Kalliope, um 1640

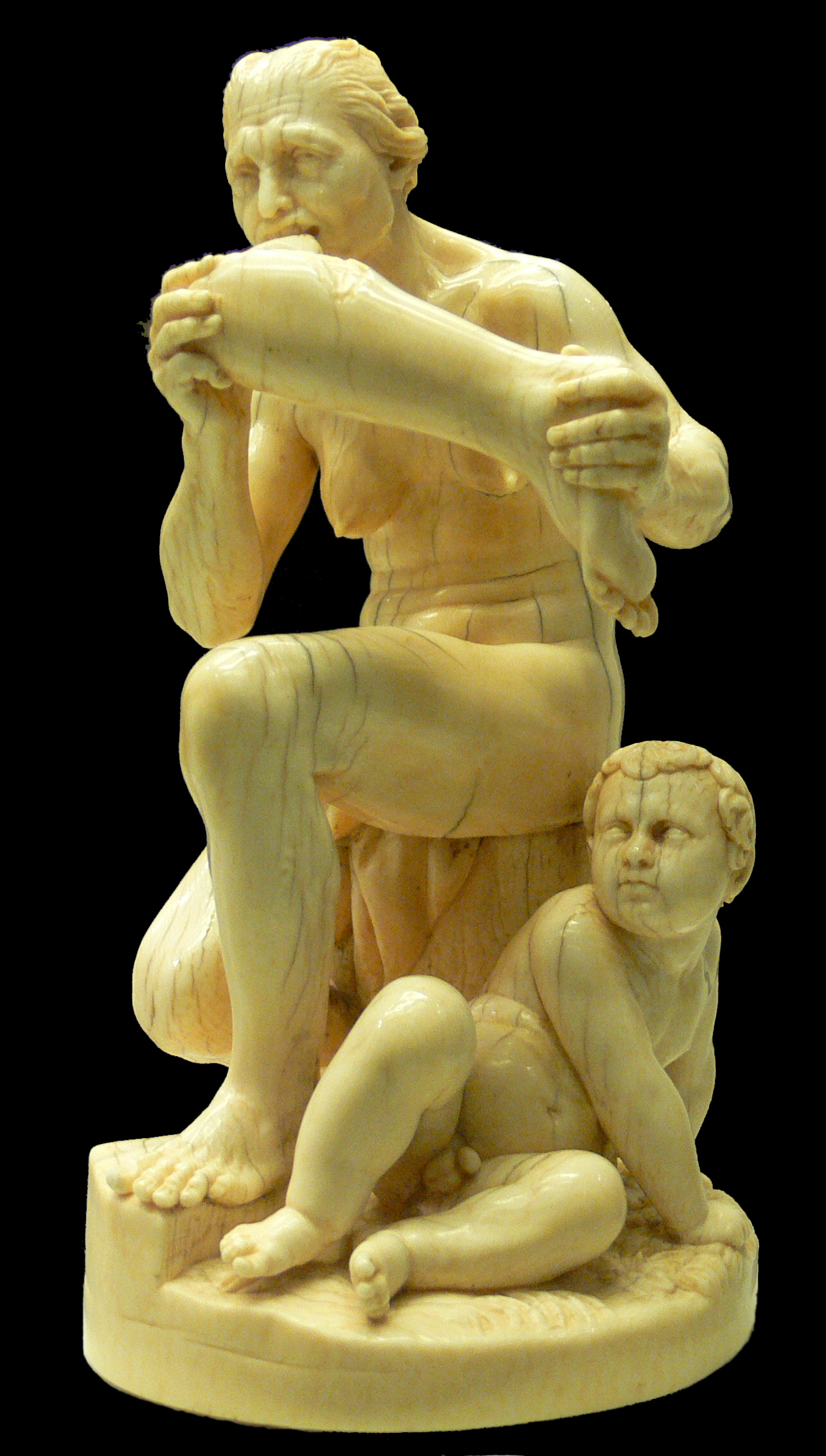
Leonhard Kern: Menschenfresserin, Elfenbeinskulptur, um 1650

Leonhard Kern (* 22. Novemberjul. / 2. Dezember 1588greg. in Forchtenberg; † 4. Apriljul. / 14. April 1662greg. in Schwäbisch Hall) war ein deutscher Bildhauer.

## Leben und Werk
Leonhard Kern wurde am 22. November (julianischen Kalenders) 1588 im hohenlohischen Städtchen Forchtenberg als vierter Sohn des Steinmetzen und Werkmeisters Michael Kern d. Ä. geboren. Er besuchte das Gymnasium in Öhringen, machte 1603 bis 1609 bei seinem älteren Bruder Michael Kern d. J. in Würzburg eine Bildhauerlehre. Danach hielt er sich für Studienzwecke bis 1613/14 in Italien auf, machte von dort aus einen Abstecher nach Nordafrika und war zwei Jahre in Rom, wo er sich intensiv mit der italienischen Skulptur des 16. Jahrhunderts befasste. Über Laibach (Krain) und Oberburg (Untersteiermark), wo er als erste datierte Arbeit 1613 den Hochaltar der Stiftskirche anfertigte, reiste er in die Heimat zurück. 1614 heiratete er in Forchtenberg Amalia Zöllner, die Tochter eines Amtsschreibers. Mit ihr hatte er mindestens 14 Kinder, von denen die meisten früh starben. Zunächst arbeitete er in der Werkstatt seines Bruders Michael, wandte sich von dort nach Heidelberg an den Hof des Kurfürsten Friedrich V. von der Pfalz, von wo aus er 1617 in Nürnberg eine Monumentalgruppe, die unter anderem vier Tierfiguren aus dem Bibelbuch Daniel umfasste, für die drei Barockportale des Nürnberger Rathauses anfertigte. Aufgrund der Verwicklung der Pfalz in den Dreißigjährigen Krieg verließ er Heidelberg jedoch bald wieder und ließ sich 1620 in der Reichsstadt Schwäbisch Hall nieder. Hier gründete er eine eigene Werkstatt, mit der er sich auf die Herstellung kleinfiguriger Kabinettstücke mit breitem Themenkreis spezialisierte.

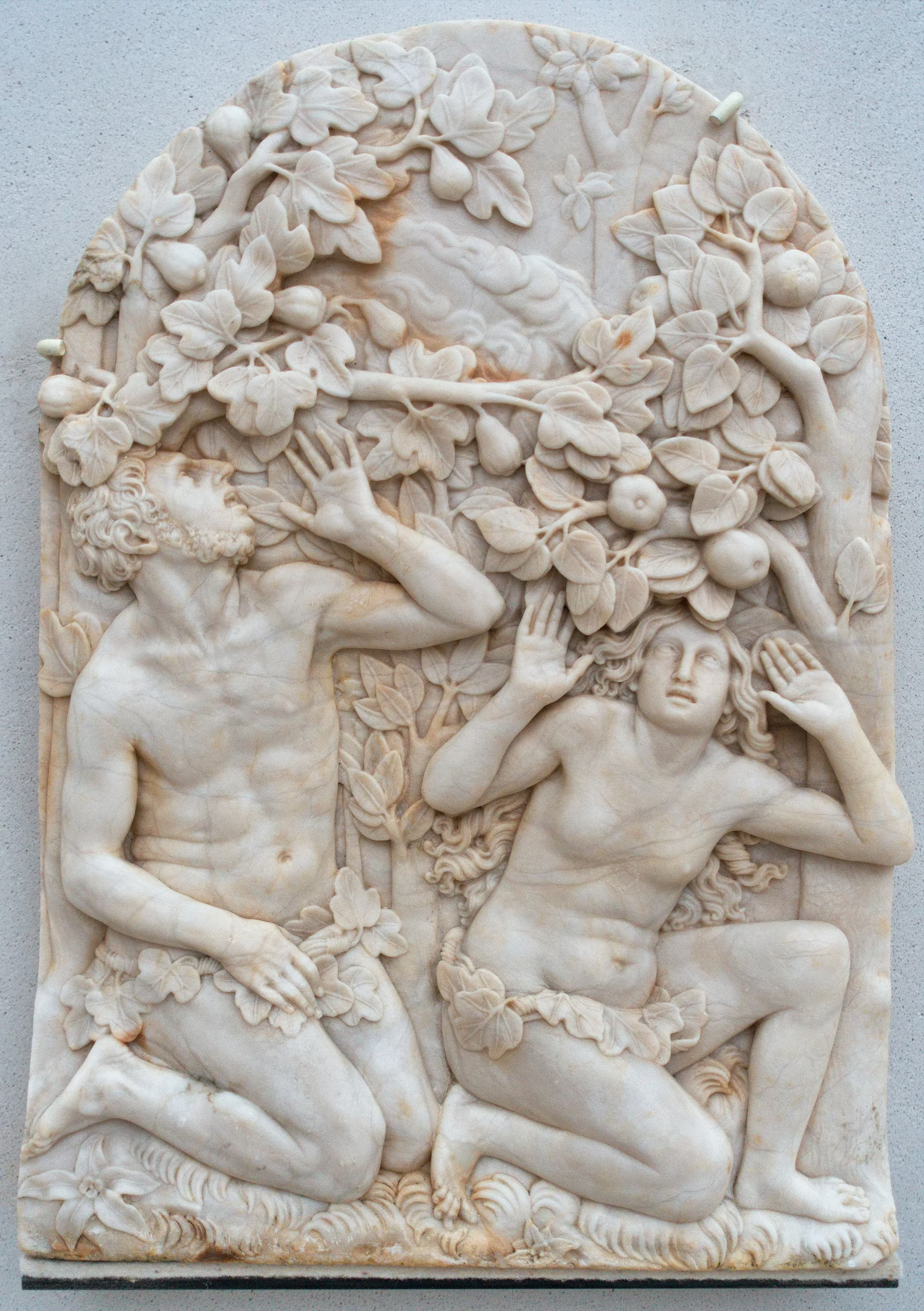
Adam und Eva verbergen sich vor Gott, um 1630, Kolumba, Köln

Wie die meisten Bildhauer seiner Zeit lernte Kern in seiner Jugend den Umgang mit verschiedenen Materialien, darunter an erster Stelle mit Stein. In der Familienwerkstatt in Forchtenberg war er vor allem an der Errichtung von Baudenkmälern beteiligt. Bald spezialisierte er sich auf Skulpturen und Reliefs kleineren Formats, die vor allem als Sammlungsobjekte galten. So schuf er nach seiner Rückkehr aus Italien mehrere Alabasterreliefs mit religiöser Ikonographie, darunter etwa ein Relief mit der Beweinung Christi, das sich heute im Kolumba, Kunstmuseum des Erzbistums Köln, befindet. Seit seiner Niederlassung in Schwäbisch Hall im Jahre 1620 fertigte Kern zunehmend Statuetten aus Elfenbein und Holz an, die sich großer Beliebtheit bei fürstlichen Sammlern erfreuten sollten und den unternehmerischen Erfolg seiner Werkstatt sicherten. Neben religiösen und mythologischen sowie Genreszenen spiegeln sich in seinen Arbeiten auch die Gräuel des Dreißigjährigen Krieges wider, die er in Schwäbisch Hall miterlebte. Kerns Arbeiten zeichneten sich durch hohe handwerkliche Meisterschaft und künstlerisch-gestalterisches Geschick aus. Stilistisch vertrat er die klassisch-realistische Stilrichtung in der deutschen Barockskulptur. Er gilt heute als einer der wichtigsten deutschen Bildhauer des 17. Jahrhunderts. Seine Arbeiten waren schon zu Lebzeiten hochgeschätzt, wie 1648 die Ernennung zum kurbrandenburgischen Hofbildhauer zeigt. Viele seiner besten Arbeiten gelangten in den Besitz großer und bedeutender Kunstsammler – vielfach Adlige und Fürsten – in ganz Europa und in deren Kunst- und Wunderkammern. Trotz der widrigen Zeitumstände konnte er ein erhebliches Vermögen erwerben, das ihm den Erwerb des Schlösschens von Tullau ermöglichte. Er starb am 4. April 1662 in seinem Stadthaus in Schwäbisch Hall und wurde am 6. April begraben.

## Kunstausstellungen
- Kunsthalle Würth, Künzelsau: Leonhard Kern und Europa. Die Kaiserliche Schatzkammer Wien im Dialog mit der Sammlung Würth - 22. März 2021 – 26. September 2021 (verlängert bis 28. November 2021)[2][3]